# Голям-Извор (Хасковская область)
Голям-Извор (болг. Голям извор) — село в Болгарии. Находится в Хасковской области, входит в общину Стамболово. Население составляет 373 человека.

## Политическая ситуация
В местном кметстве Голям-Извор, в состав которого входит Голям-Извор, должность кмета (старосты) исполняет Янко  Пенев Колев (Болгарская социалистическая партия (БСП)) по результатам выборов.
Кмет (мэр) общины Стамболово — Гюнер Фариз Сербест (Движение за права и свободы (ДПС)) по результатам выборов.